# Cleistes pusilla
Cleistes pusilla là một loài thực vật có hoa trong họ Lan. Loài này được Pansarin mô tả khoa học đầu tiên năm 2004.